# André Rigaud

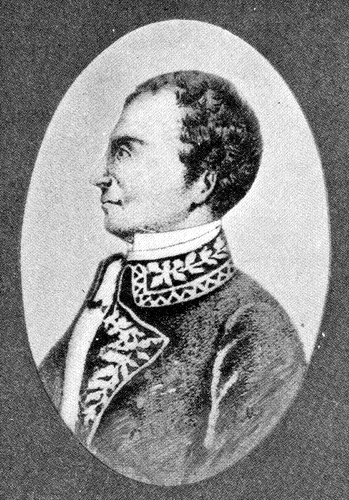
Retrato de André Rigaud

Benoit Joseph André Rigaud (1761-1811) foi um líder mulato militar da Revolução Haitiana. Nascido em Les Cayes, no Haiti, Rigaud liderou a revolução mulata no sul do Haiti e, posteriormente, opôs-se a Toussaint L'Ouverture.

## Início de vida
Rigaud nasceu em 1761, era mulato legítimo, filho de um fazendeiro francês com uma escrava que trabalhava em sua fazenda. Seu pai o mandou para Bordéus, na França, onde ele aprendeu o ofício de ourives. Era um soldado treinado: antes de participar da Revolução Haitiana, lutou como voluntário no exército francês na guerra de independência dos Estados Unidos, tornou-se oficial não comissionado e serviu em Guadalupe.

## Rigaud na Revolução Haitiana (1791-1804)

### A Revolução Haitiana
A Revolução Haitiana (1791-1804) foi o período de conflitos entre colonizadores franceses e colonizados africanos que levou o Haiti a sua independência e a ser a primeira república governada por pessoas de ascendência africana, além da abolição da escravidão no país. A Revolução Haitiana foi liderada principalmente por Toussaint L'Ouverture como representante dos escravos negros, e Rigaud liderava os mulatos com atuação política e militar.

### Revolução mulata: apoio à revolta dos escravos
A atuação de Rigaud na Revolução Haitiana foi importante devido à sua posição de liderança dos mulatos. Desde o início da Revolução, ele liderou exércitos de mulatos e mandou soldados mulatos para ajudar os escravos, liderados por Toussaint L'Ouverture, no Porto do Príncipe. O papel dos mulatos na Revolução foi diferente do papel dos escravos negros: os negros faziam a luta armada contra os brancos colonizadores, e os mulatos, que não eram escravizados como os negros, embora em número muito menor que os negros, atuavam mais politicamente. Assim, a ajuda de Rigaud foi importante para Toussaint porque trouxe no começo da Revolução uma organização política e militar maior.
Em 1797, Rigaud já era o principal governante no Sul do Haiti, onde ele estabeleceu uma soberania mulata: submetia tanto os brancos quanto os negros ao trabalho escravo, fazia com que estes entendessem que sua liberdade devia-se aos mulatos, não dava cargos altos para os negros e excluía os brancos de qualquer posição importante. Rigaud defendia a República e rejeitava qualquer apoio dos britânicos. Após uma tentativa de Sonthonax de  tomar o poder de Rigaud, este consolida o seu poder no Sul, completando a "cisão entre o Sul sob Rigaud e o Governo" oficial de Toussaint e se aproximando deste. Esse período é importante porque nele os mulatos, liderados por Rigaud, se aproximam dos negros, liderados por Toussaint - que nesse ponto da Revolução estavam mais fortes que os mulatos.

### Guerra das facas (1799-1800)
Ao final de 1797, foi mandado para o Haiti o general francês Hédouville, que tinha a missão de tirar o poder de Toussaint, e para isso recebeu ordens de que poderia usar Rigaud contra ele. Após várias tentativas fracassadas, Hédouville consegue, em 1799, fazer com que uma guerra civil comece entre Toussaint e Rigaud. A "Guerra das Facas", como ficou conhecida, durou de 1799 a 1800.
Hédouville aliou-se a Rigaud e nomeou-o como representante francês no Haiti, numa tentativa de tirar o poder de Toussaint, e este nomeou Roume, um aliado. Como resposta, Rigaud mandou seu exército tomar cidades que estavam sob a autoridade de Toussaint, que não perdeu territórios já que tinha superioridade militar e bélica (devido a apoio que recebeu da Inglaterra e dos Estados Unidos).
Enquanto Toussaint matava diversos seguidores de Rigaud, este não conseguia concluir nenhuma tentativa de ataque contra Toussaint (tendo três tentativas falhas de assassinar Toussaint como exemplo). No final de 1799, Toussaint mandou o comandante Jean Jacques Dessalines bombardear Jacmel, cidade onde ficava uma importante fortaleza de Rigaud, forçando ele e suas tropas a fugirem. Em julho de 1800, Rigaud foi finalmente derrotado, sendo forçado a fugir para a França. Logo depois, Toussaint tomou a fortaleza de Rigaud em Les Cayes, vencendo a guerra.

### França (1800-1810)
Devido à Guerra das Facas, Rigaud exilou-se na França de 1800 a 1802, quando foi para o Haiti na expedição de Leclerc, e Toussaint percebeu que não poderia correr riscos com o Sul do país - já que os mulatos do Sul haviam se aliado à França, não ter o seu controle significaria uma ameaça constante de os franceses pararem a Revolução -, o que o levou a tomar todo o Sul dos mulatos.

#### Expedição de Leclerc (1802-1804)
Em 1802, Napoleão Bonaparte mandou o capitão general Charles Leclerc numa expedição para o Haiti, com a intenção de restaurar o domínio francês e a escravidão. A expedição começou bem sucedida, conseguindo até deportar Toussaint para a França, mas Dessalines manteve a guerra por dois anos, expulsando os franceses, declarando-se imperador e nomeando o país como Haiti.
Rigaud, que estava nessa expedição, voltou para a França em 1803, onde foi mantido prisioneiro - por ordens do próprio Leclerc - na mesma prisão de Toussaint, que morreu lá em 1803. Durante o período em que Rigaud ficou na França, Alexandre Pétion liderou os mulatos na Revolução Haitiana. Rigaud ficou na França até 1810, quando voltou para o Haiti.

## Rigaud na República do Haiti (1804-1811)

### Presidente do Estado do Sul (1810-1811)
Rigaud ficou na França até outubro de 1810, quando retornou para Les Cayes, no Sul do Haiti, onde encontrou uma população insatisfeita com a liderança de Pétion, e foi dado a ele "o direito exclusivo de comandar o Exército, nomear funções civis e militares, e fazer leis" no Sul. Em novembro, um grupo de representantes do povo o proclamou Presidente do Estado do Sul. Rigaud comandou o exército do Sul até 18 de setembro de 1811, data de seu falecimento. Logo após sua morte, Pétion retomou o governo do país.

## Construção identitária de Rigaud
Rigaud era conhecido por usar uma peruca de cabelos lisos para parecer um branco, mesmo sendo o líder dos mulatos e tendo rivalidade com os brancos muito mais do que com os negros. Como critica C. L. R. James:
"Rigaud tinha, indubitavelmente, uma mentalidade estreita. Usava sempre uma peruca marrom de cabelos lisos para parecer o mais que pudesse com um branco. Essa sensibilidade quanto à cor, em homens ativos, em geral é acompanhada de grande amargura contra a raça opressora, e a estreiteza da organização de Rigaud, bem como a exclusão de brancos e negros de todas as posições de poder, sem dúvida tinha algo a ver com seu caráter pessoal. Mas, fundamentalmente, era devido às próprias circunstâncias dos mulatos."
José F. Buscaglia-Salgado, um filósofo que estuda a raça e a nação no Caribe, critica a visão de James:
"Por que isso incomodou tanto James? Ele não esperava encontrar um mulatto que desejava freneticamente apagar alguns sinais de mulatez dentro de seu período de vida - isto é, sem ter que esperar gerações de 'limpeza de sangue' para o fazer - decidiria esconder seu cabelo?"